# Catharina Helmersson
Britt Gunborg Catharina Helmersson, född 17 juli 1958 i Hällestad, Östergötlands län, är en svensk präst.

## Biografi
Catharina Helmersson föddes 1958 i Hällestad. Helmersson blev 1 januari 2017 kontraktsprost för Domkyrkokontraktet.